# زیردریایی یو-۵۹۹
زیردریایی یو-۵۹۹ (به انگلیسی: German submarine U-599) یک زیردریایی بود که طول آن ۶۷٫۱ متر (۲۲۰ فوت ۲ اینچ) بود. این زیردریایی در سال ۱۹۴۱ ساخته شد.